# Жовин
Жовин (порт. Jovim)  —  район (фрегезия) в Португалии,  входит в округ Порту. Является составной частью муниципалитета  Гондомар. Находится в составе крупной городской агломерации Большой Порту. По старому административному делению входил в провинцию Дору-Литорал. Входит в экономико-статистический  субрегион Большой Порту, который входит в Северный регион. Население составляет 7112 человека на 2001 год. Занимает площадь 7,79 км².